# شناساگر استاندارد بین‌المللی کتابخانه‌ها
شناساگر استاندارد بین‌المللی کتابخانه‌ها (به انگلیسی: International Standard Identifier for Libraries and Related Organizations) (ISIL) یا شابکا، کد دوازده رقمی منحصر به فردی است که به تک تک کتابخانه‌ها و مراکز اطلاع‌رسانی تخصیص می‌یابد.

## در ایران
کتابخانه ملی ایران عهده‌دار ثبت شناساگر استاندارد بین‌المللی کتابخانه‌ها در ایران است و برطبق استاندارد بین‌المللی ایزو ۱۵۵۱۱ (مصوب ۱/۱۲/۲۰۰۳) می‌تواند شناساگرهای معتبر بین‌المللی را برای کتابخانه‌های ایران تعیین کند.